# Église Saint-Jean-de-Cronstadt de Rostov-sur-le-Don
L’église Saint-Jean-de-Cronstadt (en russe : Церковь Иоанна Кронштадтского) est une église orthodoxe de Rostov-sur-le-Don consacrée à Jean de Cronstadt, canonisé en 1990 par l’église orthodoxe russe. Construite de 2001 à 2010 par l'architecte G. V. Ivanov elle dépend du diocèse de Rostov et Novotcherkassk.

## Histoire
L’église Saint-Jean-de-Cronstadt est la seule église universitaire du diocèse de Rostov et Novotcherkassk. Dès 1992 une chapelle est ouverte dans l’université d’état des voies de communication.
La construction d’une église est décidée et, en 1999, le patriarche Alexis II pose une première pierre symbolique. En 2004 la coupole est érigée, en 2010 l’église Saint-Jean-de-Cronstadt est inaugurée.